# Hayashi Ryohei
Ryohei Hayashi (林 陵平 Hayashi Ryōhei, sinh ngày 8 tháng 9 năm 1986) là một cầu thủ bóng đá người Nhật Bản thi đấu cho Tokyo Verdy.

## Thống kê câu lạc bộ
Cập nhật đến ngày 23 tháng 2 năm 2018.
| Thành tích câu lạc bộ | Thành tích câu lạc bộ | Thành tích câu lạc bộ | Giải vô địch | Giải vô địch | Cúp                   | Cúp                   | Cúp Liên đoàn | Cúp Liên đoàn | Tổng cộng | Tổng cộng |
| Mùa giải              | Câu lạc bộ            | Giải vô địch          | Số trận      | Bàn thắng    | Số trận               | Bàn thắng             | Số trận       | Bàn thắng     | Số trận   | Bàn thắng |
| Nhật Bản              | Nhật Bản              | Nhật Bản              | Giải vô địch | Giải vô địch | Cúp Hoàng đế Nhật Bản | Cúp Hoàng đế Nhật Bản | J. League Cup | J. League Cup | Tổng cộng | Tổng cộng |
| --------------------- | --------------------- | --------------------- | ------------ | ------------ | --------------------- | --------------------- | ------------- | ------------- | --------- | --------- |
| 2009                  | Tokyo Verdy           | J2 League             | 32           | 6            | 1                     | 0                     | -             | -             | 33        | 6         |
| 2010                  | Kashiwa Reysol        | J2 League             | 24           | 10           | 2                     | 1                     | -             | -             | 26        | 11        |
| 2011                  | Kashiwa Reysol        | J1 League             | 10           | 1            | 1                     | 0                     | 1             | 0             | 12        | 1         |
| 2012                  | Kashiwa Reysol        | J1 League             | 3            | 0            | -                     | -                     | -             | -             | 3         | 0         |
| 2012                  | Montedio Yamagata     | J2 League             | 16           | 2            | 2                     | 1                     | -             | -             | 18        | 3         |
| 2013                  | Montedio Yamagata     | J2 League             | 34           | 12           | 2                     | 1                     | -             | -             | 36        | 13        |
| 2014                  | Montedio Yamagata     | J2 League             | 3            | 0            | 2                     | 0                     | -             | -             | 5         | 0         |
| 2015                  | Montedio Yamagata     | J1 League             | 23           | 2            | 0                     | 0                     | 4             | 0             | 27        | 2         |
| 2016                  | Montedio Yamagata     | J2 League             | 30           | 6            | 2                     | 2                     | -             | -             | 32        | 8         |
| 2017                  | Mito HollyHock        | J2 League             | 41           | 14           | 0                     | 0                     | -             | -             | 41        | 14        |
| Tổng                  | Tổng                  | Tổng                  | 216          | 53           | 12                    | 5                     | 5             | 0             | 233       | 58        |